# Carl Gustaf Roos (militär)

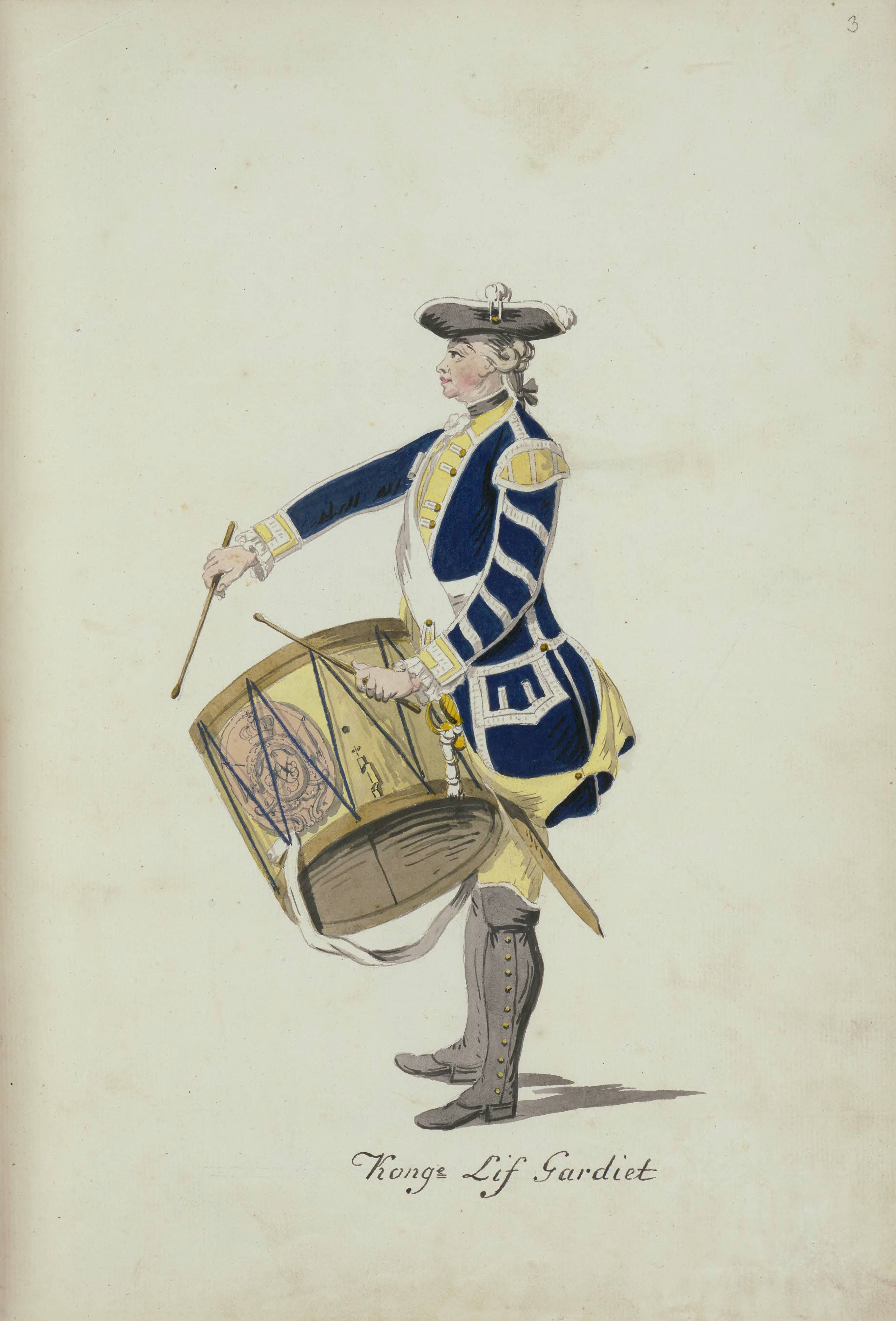
Trumslagare i Kungliga livgardet tecknad av Roos.

Carl Gustaf Roos, född 1748 död 11 juni 1785 i Stockholm, var en svensk militär och tecknare.
Han var son till fältväbeln Peter Gustaf Roos och Anna Hägerman. Roos blev student vid Uppsala universitet 1764 och kom sedan i svensk och preussisk krigstjänst. Han återkom till Sverige 1770 och utnämndes efter en egen ansökan till kapten 1779. Som tecknare utförde han titelblad och några vignetter i ett par dedikationshandskrifter till Fredmans epistlar där de Duweallska och Björlingska exemplaren finns vid Kungliga biblioteket i Stockholm. Han utgav planschverket Receuille des uniformes de l'armée suédoise 1789 som omfattar 54 graverade blad och 16 färgplanscher.  